# Пежхня
Пежхня (пол. Pierzchnia) — село в Польщі, у гміні Стара Блотниця Білобжезького повіту Мазовецького воєводства.
Населення — 265 осіб (2011).
У 1975-1998 роках село належало до Радомського воєводства.

## Демографія
Демографічна структура станом на 31 березня 2011 року:
|          | Загалом | Допрацездатний вік | Працездатний вік | Постпрацездатний вік |
| -------- | ------- | ------------------ | ---------------- | -------------------- |
| Чоловіки | 140     | 42                 | 78               | 20                   |
| Жінки    | 125     | 23                 | 71               | 31                   |
| Разом    | 265     | 65                 | 149              | 51                   |